# Pietro Paleocapa

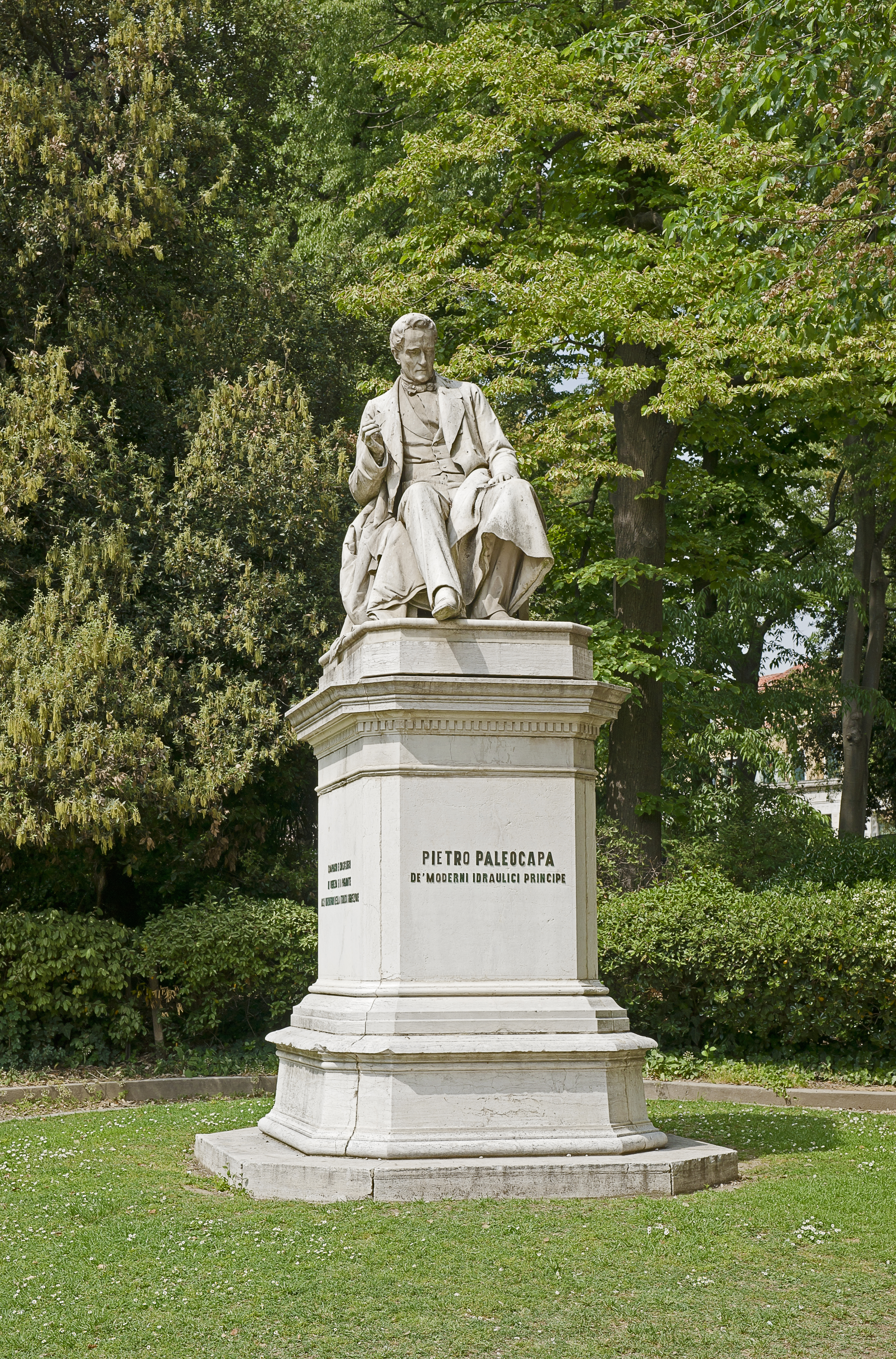
Pietro Paleocapa, jardins Papadopoli à Venise

Pietro Paleocapa né le 11 novembre 1788 à Nese (Lombardie), mort le 13 février 1869 à Turin est un scientifique, et un homme politique italien, partisan de l'annexion de Venise au Piémont. Il fut ministre des Travaux publics du roi Victor-Emmanuel II.

## Biographie

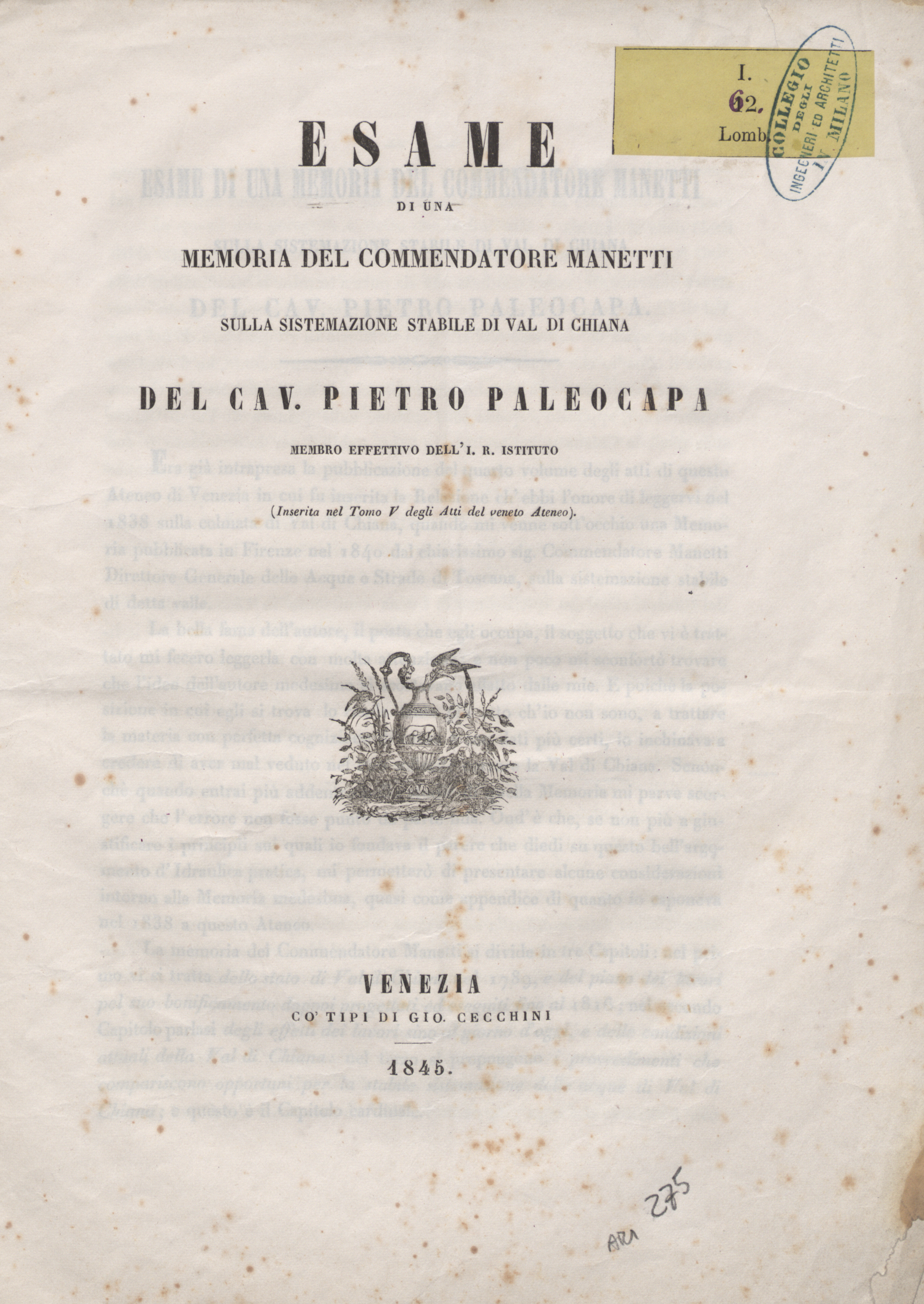
Esame di una memoria del commendatore Manetti (1845)

Pietro Paleocapa suit des études de droit et de mathématiques à Padoue. Il entre en formation à l'école des officiers à l'Académie militaire de Modène, avec le grade de lieutenant dans le génie militaire. Il servira pendant deux ans dans l'armée de Napoléon. Ingénieur, il étudiera  l'assainissement hydraulique de la ville de Venise, et élabore des projets pour la construction de lignes de chemins de fer, tunnels et voies navigables.
En 1840, il devient directeur général des Travaux publics à Venise, et  réglemente plusieurs zones marécageuses près de Vérone et prend en charge la construction d'un barrage au port de Malamocco.  Patriote libéral, il entre dans le gouvernement subalpin, où il sera  membre du parlement et deviendra ministre des travaux publics dans le gouvernement de Gabrio Casati (27 juillet 1848 au 15 août 1848). 
En 1849, il est réélu au sein du gouvernement Massimo d'Azeglio, jusqu'en 1855. Devenant aveugle, il est contraint de renoncer à la poursuite de sa carrière politique. Il participe au développement du chemin de fer,  reliant Chambéry à Turin, et dirige  l'achèvement du tunnel du Mont-Cenis. En 1855, il participe à la construction du canal de Suez avec Luigi Negrelli.